# 阿马泰-韦西尼厄
阿马泰-韦西尼厄（法語：Amathay-Vésigneux，法語發音：[amatɛ veziɲø]）是法国杜省的一个市镇，属于贝桑松区。该市镇于1790-1794年间由阿马泰（Amathay）和韦西尼厄（Vésigneux）两地合并而成。

## 地理
阿马泰-韦西尼厄（47°1'25"N, 6°12'0"E）面积12.13 平方千米，位于法国勃艮第-弗朗什-孔泰大區杜省，该省份为法国东部内陆省份，北起上索恩省，西接汝拉省，东部及东南部与瑞士接壤，东北部与贝尔福地区省接壤。
与阿马泰-韦西尼厄接壤的市镇（或旧市镇、城区）包括：沙托维约莱福塞、勒涅、塞方丹、勒维耶。

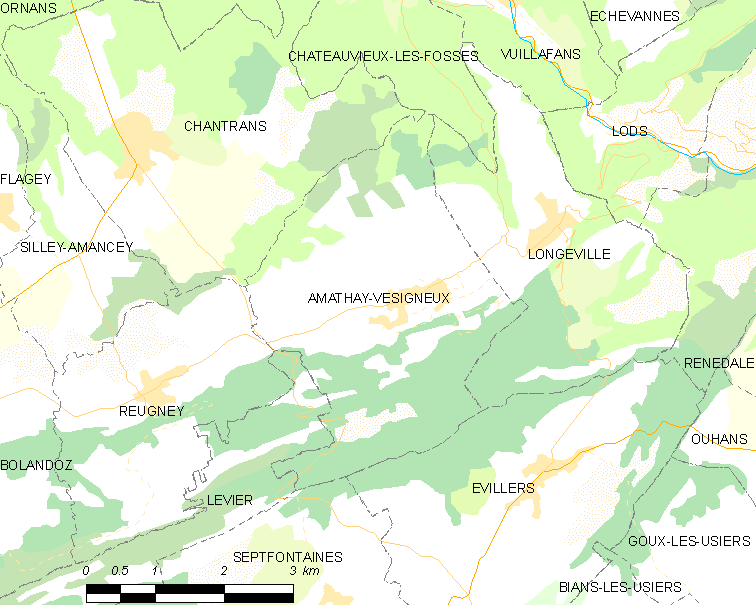
阿马泰-韦西尼厄的OSM定位图

阿马泰-韦西尼厄的时区为UTC+01:00、UTC+02:00（夏令时）。

## 行政
阿马泰-韦西尼厄的邮政编码为25330，INSEE市镇编码为25016。

## 政治
阿马泰-韦西尼厄所属的省级选区为奥尔南县。

## 人口

1962-2008年间阿马泰-韦西尼厄人口变化图示

阿马泰-韦西尼厄于2022年1月1日时的人口数量为173人。